# Yōsuke Eguchi

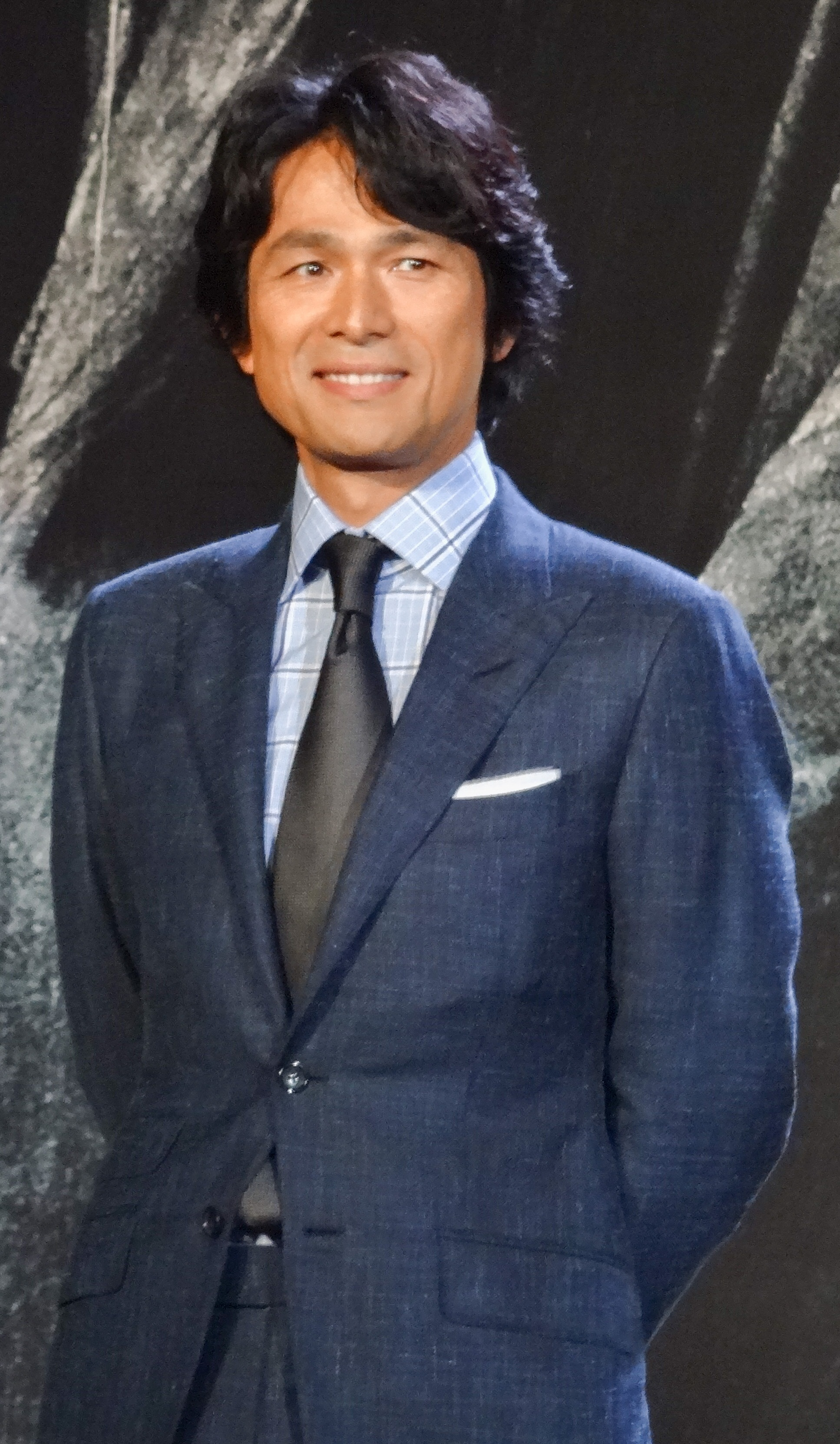
Yōsuke Eguchi bei der Premiere von Rurouni Kenshin - The Legend Ends

Yōsuke Eguchi (japanisch 江口 洋介, Eguchi Yōsuke; * 31. Dezember 1967 in Kita) ist ein japanischer Dichter, Schauspieler und Sänger. 
Seit 1986 erschien er in einer Reihe von Fernsehserien und Filmen. Er ist mit der Schauspielerin und dem Popstar Chisato Moritaka verheiratet, mit der er einen Sohn und eine Tochter hat.